# Chiesa dei Santi Giusto e Clemente (Monticiano)
La chiesa dei Santi Giusto e Clemente è un edificio sacro che si trova a Monticiano.

## Storia e descrizione
La sua origine romanica è attestata dai particolari architettonici: nella facciata, preceduta da una breve scalinata, con parato di pietra calcarea a filaretto, si apre il portale sormontato da un arco a tutto sesto composto di formelle in travertino su cui è scolpito un motivo a giglio; l'architrave in pietra serena presenta un motivo geometrico intrecciato, assai arcaico; probabilmente furono riutilizzati per la costruzione della chiesa, databile al XIV secolo, materiali provenienti da altri edifici più antichi, come attesta anche l'architrave con figurazione posto sulla porta laterale.
All'interno, ad aula unica con copertura a capriate, sono esposti un Crocifisso quattrocentesco, e una tela seicentesca raffigurante l'Immacolata Concezione.